# Tashkurgan härad
Tashkurgan är ett autonomt härad för tadzjiker som lyder under prefekturen Kashgar i Xinjiang-regionen i nordvästra Kina. Tashqurqans centralort är Tashkurgan.